# متل اوژنول
متل اوژنول (به انگلیسی: Methyl eugenol) یک ترکیب شیمیایی با شناسه پاب‌کم ۷۱۲۷ است. 